# A New Day… Live in Las Vegas
Az  A New Day… Live In Las Vegas Céline Dion első angol nyelvű élő albuma (a 11. angol nyelvű, összesen a 40. lemeze) és egyben A New Day… című élő showjának címe, mely a Las Vegas-i Caesars Palaceban futott 2003. március 25. és 2007. december 15. között.

## A koncert CD megjelenése, és körülményei
Dion – eddigi karrierje során – több mint 165 millió albuma került értékesítésre. A 2005-ben elhatározta, hogy felhagyva a szokásos album-turné-album körforgással, egy ideig csak Las Vegasban, a Caesars Palace-ben fog hétről hétre koncertet adni. A minden előzetes várakozást felülmúló eredmények őt igazolták, a 2003. május 25-e óta hatalmas sikerrel futó előadásra szinte lehetetlen jegyet szerezni. A 15 dalt tartalmazó lemezen a slágerek (My Heart Will Go On, I'm Alive, Because You Loved Me) mellett feldolgozások (I Drove All Night, Fever, What A Wonderful World), egy dal a tavaly kiadott francia nyelvű albumról (Et Je T'aime Encore), és két vadonatúj stúdiófelvétel (You And I, Ain't Gonna Look The Other Way) kapott helyet.

## Számok az albumon
- 01. Nature Boy
- 02. It's All Coming Back To Me Now
- 03. Because You Loved Me
- 04. I'm Alive
- 05. If I Could
- 06. At Last
- 07. Fever
- 08. I've Got The World On A String
- 09. Je T'aime Encore
- 10. I Wish
- 12. I Drove All Night
- 13. My Heart Will Go On
- 14. What A Wonderful World
- 15. You And I (stúdiófelvétel)
- 16. Ain't Gonna Look The Other Way (stúdiófelvétel)